# Fernandes Pinheiro
Fernandes Pinheiro é um município brasileiro do estado do Paraná. Sua população, conforme estimativas do IBGE de 2018, era de 5 690 habitantes.

## História
Criado através da Lei Estadual nº 11266, de 21 de dezembro de 1995, quando desmembrado do município de Teixeira Soares.

## Economia
O agronegócio é o principal recurso econômico da cidade, com fazendas de cereais, produtores de leite, fazendas com florestas, gado de corte e a indústria madeireira, com significativa contribuição para a geração de empregos, agregando valor aos produtos e subprodutos da madeira.

## Geografia
O município esta situado na Microrregião de Prudentópolis e na Mesorregião do Sudeste Paranaense. Sua área geográfica  é de 406,501 km² representando 0,2039 % do estado, 0,0721 % da região e 0,0048 % de todo o território brasileiro. Suas coordenadas são: latitude 25°24'46" sul; longitude 50°32'52" oeste, estando a uma altitude de 824 m.

### Demografia
Dados do Censo – 2008
População Total: 9.368
- Urbana: 3.965
- Rural: 5.403
- Homens: 3.306
- Mulheres: 3.062

Índice de Desenvolvimento Humano (IDH-M): 0,711
- IDH-M Renda: 0,595
- IDH-M Longevidade: 0,748
- IDH-M Educação: 0,790

## Transporte
O município de Fernandes Pinheiro é servido pelas seguintes rodovias:
- BR-277, que passa por seu território, que liga Curitiba à Foz do Iguaçu (e ao Paraguai)
- PR-438, que liga a cidade a Ponta Grossa.
- BR-153, a "Transbrasiliana", que passa por seu território, no seu trecho União da Vitória a Jacarezinho (ligando Santa Catarina a São Paulo)[6]

## Administração
- Prefeito: Cleonice Aparecida Kufener Schuck
- Vice-prefeito: Fabio Jacomel
- Presidente da câmara: Eliton Rosene Pabis